# 沈黙のテロリスト
『沈黙のテロリスト』（ちんもくのテロリスト、原題：TICKER）は、2001年のアメリカ映画。 同時多発テロの影響により、VHS化時に『沈黙シリーズ/TICKER』『TICKER』『TICKER 沈黙のテロリスト』と邦題が変更された。

## ストーリー
元IRAにして伝説の爆弾魔スワン（デニス・ホッパー）が平和なサンフランシスコの町に舞い戻ってきた。サンフランシスコ警察のレイ（トム・サイズモア）は麻薬捜査中にスワンが率いる組織と遭遇。一味の女性クレアだけ逮捕するが激しい銃撃戦に遭い、相棒のファジー（ナズ）を失ってしまう。そして彼女の取調べ中スワンから「保釈しなければ、一時間おきに市街地で爆弾を爆破させる」という無差別殺戮の予告電話が入る。そして次々と街を破壊していくスワン。かつて上院議員宅への爆破事件を阻止しきれなかった爆発物処理班のスペシャリスト、フランク（スティーヴン・セガール）達がそれを阻止しようと立ち上がる。

## スタッフ
- 監督：アルバート・ピュン
- 製作：ポール・ローゼンブラム、ケン・アグアド、ランダル・エメット、ジョージ・ファーラ
- 製作総指揮：アヴィ・ラーナー、ダニー・ディムボート、トレヴァー・ショート、ダニー・ラーナー、ボアズ・デヴィッドソン
- 脚本：ポール・ビー・マーゴリス
- 撮影：フィリップ・アラン・ウォーターズ
- 音楽：トニー・リパレッティ
- 美術：ケン・モリッシー、カリ・コフリン

## キャスト
| 役名         | 俳優                   | 日本語吹替 |
| ------------ | ---------------------- | ---------- |
| グラス       | スティーブン・セガール | 大塚明夫   |
| ネトルズ     | トム・サイズモア       | 大塚芳忠   |
| スワン       | デニス・ホッパー       | 堀勝之祐   |
| クレア       | ジェイミー・プレスリー | 渡辺美佐   |
| ファジー     | ナズ                   | 中國卓郎   |
| リリー       | チリ (TLC)             |            |
| ウィンターズ | アイス・T              | 大滝進矢   |
| プルシンスキ | ピーター・グリーン     | 中博史     |
| ベルシュボー | マイケル・ハズリー     | 廣田行生   |
| ベブ         | ミミ・ローズ           | 朴璐美     |

- その他の声の出演：浅井晴美、佐藤晴男、鈴木貴征、飯島肇、佐伯洋史、山門久美、丸山純路、茉雪千鶴、木村こてん、田中結子
- 日本語版制作スタッフ：演出：田島荘三、翻訳：前田美由紀、調整：VOX、制作：コスモプロモーション